# Naturschutzgebiet Borgwallsee und Pütter See
Koordinaten: 54° 17′ 46″ N, 12° 59′ 29,7″ O

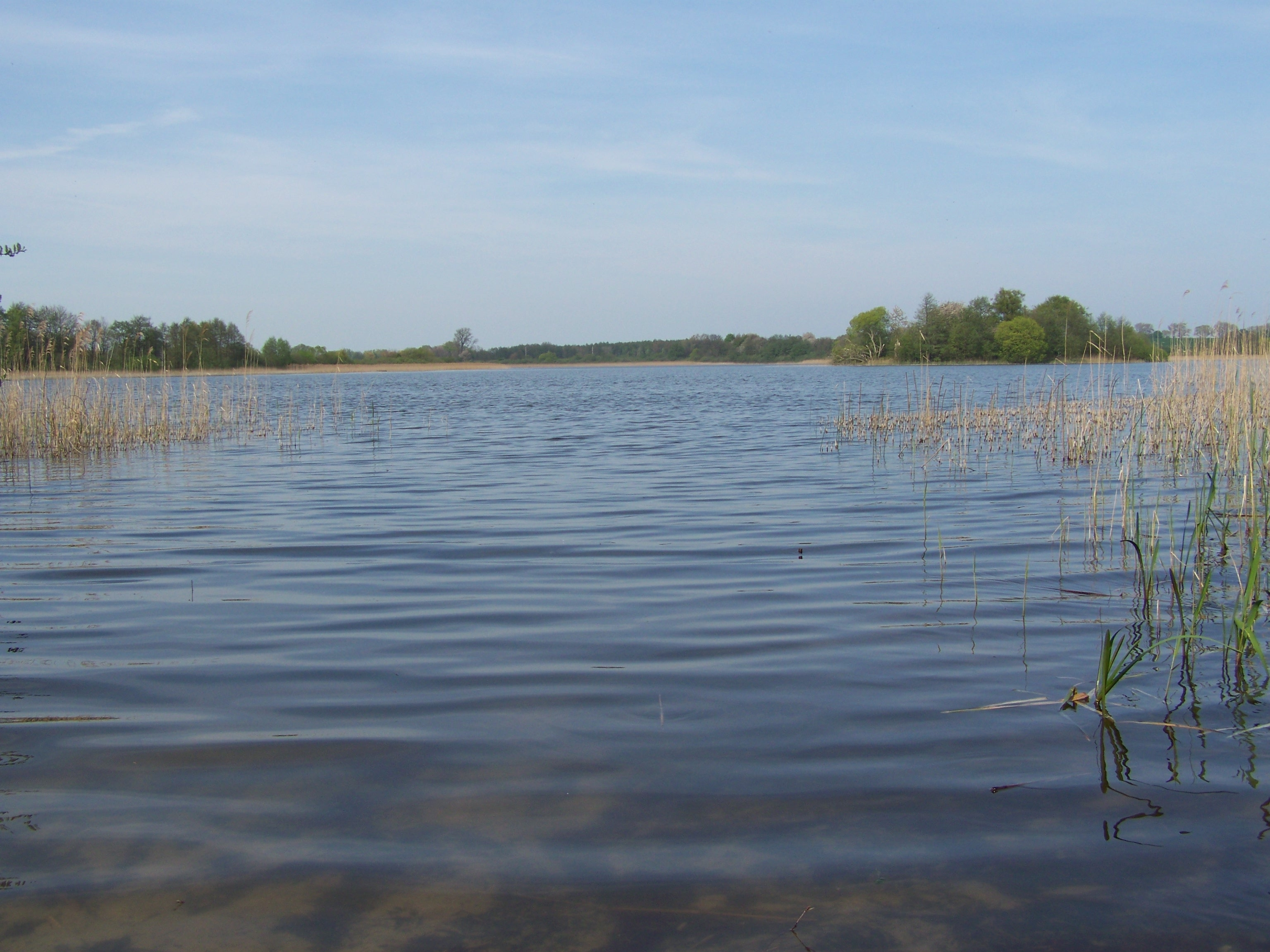
Blick auf den Pütter See

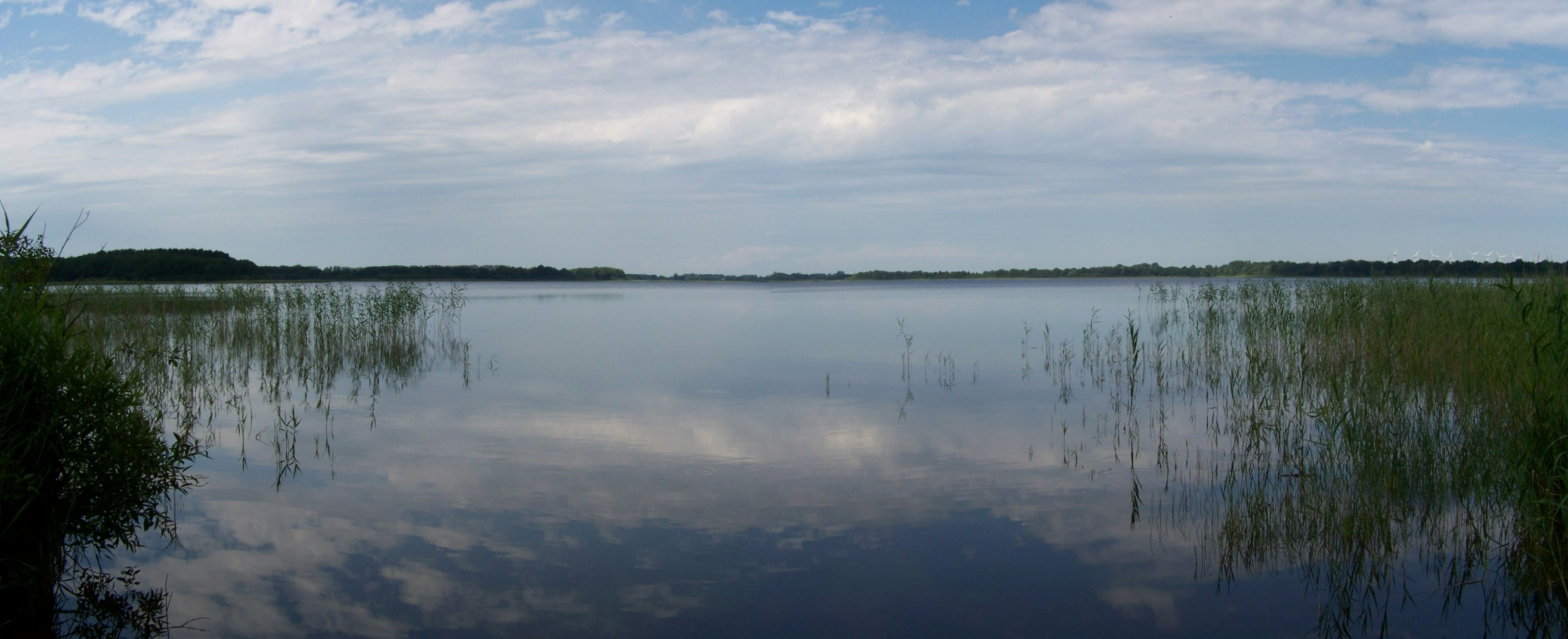
Blick auf den Borgwallsee

Das Naturschutzgebiet Borgwallsee und Pütter See ist ein Naturschutzgebiet in Mecklenburg-Vorpommern sechs Kilometer südwestlich von Stralsund. Das 555 Hektar große Gebiet umfasst den Borgwallsee, den Pütter See und angrenzende Flächen. Es wurde am 9. Juni 1997 per Verordnung ausgewiesen. Umliegende Ortschaften sind, neben der Hansestadt, die Orte Pantelitz, Lüssow und Negast. Das Gebiet ist Teil des FFH-Gebietes Krummhagener See, Borgwallsee und Pütter See.
Der Gebietszustand wird als befriedigend angesehen, da anhaltend hohe Nährstoffzufuhr zur weiteren Eutrophierung der Seen führt. Die Bundesstraßen 105 und 194 bilden die nördliche und östliche Grenze des Gebietes. Ein Betreten ist am Südufer des Borgwallsees auf ausgewiesenen Wanderwegen möglich.

## Geschichte und Wasserhaushalt
Die Flächen des Naturschutzgebiets liegen in einer seenarmen Grundmoränenlandschaft, die während der letzten Eiszeit entstand. Beide Seen bilden Quellseen für den Fluss Barthe und waren ursprünglich durch eine 17 Meter messende Vertiefung verbunden, die sich mit Faulschlamm und Torf füllte. Die Randbereiche der Seen vermoorten in den folgenden Jahrtausenden mit heute bis zu zwei Meter mächtigen Durchströmungsmooren. Der Abfluss in Richtung Norden zur Barthe wird über ein Wehr reguliert.
Auf der südlich gelegenen Halbinsel des Borgwallsees ist eine Fluchtburg aus der Slawenzeit belegt. Ab dem Jahr 1242 erfolgte eine Befischung durch das Kloster Neuenkamp. Ab dem Jahr 1256 wurde der Mühlengraben angelegt, um die nahe gelegene Stadt Stralsund mit Trinkwasser zu versorgen und um Wassermühlen anzutreiben. Noch heute bezieht die Stadt Stralsund mit dem Wasserwerk Lüssow ihr Trinkwasser aus dem Borgwallsee.

## Pflanzen- und Tierwelt
Der hohe Nährstoffgehalt in beiden Seen führt zu einer eigenen Pflanzenwelt. Es wurden 261 Pflanzenarten nachgewiesen. Blaualgen finden sich ganzjährig im polytrophen Pütter See und im Sommer im eutrophen Borgwallsee. Zahlreiche Laichkrautarten (Kamm-Laichkraut, Durchwachsenes Laichkraut) und Teichrosen finden sich in den windgeschützten Buchten. Armleuchteralgen-Grundrasen wachsen noch am Westufer des Borgwallsees auf Sandböden. Beide Seen weisen Großlaichkraut-Tauchfluren und Teichrosen-Schwimmblattfluren auf. In Gräben kommt die Krebsschere vor.  Eine schmale Röhrichtzone mit Schilf und Gemeiner Teichsimse umgibt die Seen. Mehr als 50 Brutvögel sind nachgewiesen. Fisch- und Seeadler jagen im Gebiet. Der Fischotter ist ganzjährig anzutreffen.